# Косяненко, Евгений Викторович
Евгений Викторович Косяненко (род. 29 августа 1963 года, Большая Косуль, Боготольского района Красноярского края, РСФСР, СССР) — российский политик. Депутат Государственной Думы Федерального собрания Российской Федерации VII созыва (2016—2021), член комитета Госдумы по охране здоровья.

## Биография
В 1986 году получил высшее медицинское образование по квалификации «Врач-хирург» окончив Кемеровский государственный медицинский институт. В 2006 году получил второе высшее образование по специальности «Мастер делового администрирования» в Академии народного хозяйства при Правительстве РФ. С 1987 года по 1994 год работал в Территориальном медицинском отделении № 4 города Кемерово хирургом, заведующим хирургическим отделением. В 1994 году оставил медицинскую работу и перешёл на работу в управление по борьбе с организованной преступностью Управления внутренних дел МВД Кемеровской области- на должность старшего оперуполномоченного. Участвовал в боевых действиях во время вооруженного конфликта в Чечне (1995, 1996) в составе сводного отряда СОБР, дважды был ранен, в отставку вышел в 2002 году в звании подполковника милиции. С 2002 года по 2007 год работал на госпредприятия Кемеровской области «Кузбассфарма» в должности генерального директор. С 2007 по 2013 год работал в Кузбасском региональном отделении Фонда социального страхования РФ в должности директора.
В октябре 2008 года Косяненко баллотировался по спискам партии «Единая Россия» в депутаты Совета народных депутатов Кемеровской области III созыва, по итогам распределения мандатов избран депутатом по единому избирательному округу.
В сентябре 2013 году повторно баллотировался в депутаты Совета народных депутатов Кемеровской области IV созыва по спискам партии «Единая Россия», по итогам распределения мандатов избран депутатом. На первой организационной сессии Совета депутатов был единогласно избран на пост председателя Совета народных депутатов Кемеровской области.
В сентябре 2016 года баллотировался в Госдуму VII созыва по спискам партии «Единая Россия», по результатам распределения мандатом избран депутатом Государственной думы Российской Федерации VII созыва.

## Законотворческая деятельность
С 2016 по 2019 год, в течение исполнения полномочий депутата Государственной Думы VII созыва, выступил соавтором 26 законодательных инициатив и поправок к проектам федеральных законов.

## Награды
- Орден Мужества;
- Медаль ордена «За заслуги перед Отечеством» II степени;
- Медаль «60 лет Кемеровской области»;
- Медаль «За особый вклад в развитие Кузбасса» III степени;
- Медаль «70 лет Кемеровской области»;
- Почётный знак "Золотой знак «Кузбасс»;
- Юбилейный знак Совета народных депутатов «70 лет Кемеровской области»;
- Медаль «20 лет Кемеровской и Прокопьевской епархии»;
- Медаль МЧС России «За спасение погибающих на водах»;
- Почётная грамота Совета Федерации Федерального Собрания Российской Федерации;
- Почётная грамота Государственной Думы Федерального Собрания Российской Федерации.